# Памятник Лесе Украинке (Торонто)
Памятник Лесе Украинке в Торонто (укр. Пам'ятник Лесі Українці у Торонто)- памятник украинской поэтессе Лесе Украинке в столице канадской провинции Онтарио городе Торонто.
Памятник Лесе Украинке в Торонто расположен в High Park, крупнейшем парке города, который находится в районе Bloor West Village, одном из исторических центров проживания украинской общины Торонто.
Монумент был установлен в середине октября 1975 года по заказу Женской Рады Конгресса украинцев Канады. Памятник представляет собой бронзовую фигуру на постаменте из черного гранита. На лицевой стороне постамента высечено имя поэтессы украинском и английском языках, а также англоязычная надпись «The Greatest Ukrainian Poetess» (укр. «Найвидатніша українська поетеса»). Памятник обнесен высоким металлическим забором, вдоль которой установлена табличка с краткой информацией о жизни и творчестве поэтессы.
Автор памятника - американский скульптор украинского происхождения Михаил Черешнёвский .
Площадка перед памятником Леси Украинки в High Park является традиционным местом проведения различных массовых мероприятий украинской общины города Торонто.